# Thesium bomiense
Thesium bomiense là một loài thực vật có hoa trong họ Santalaceae. Loài này được C.Y. Wu ex D.D. Tao miêu tả khoa học đầu tiên năm 1983.